# Breda (przedsiębiorstwo)
Breda (pełna nazwa: Ing. Ernesto Breda e C., od 1899 roku Società Italiana Ernesto Breda per Costruzioni Meccaniche, od 1952 roku Finanziaria Ernesto Breda S.p.A.) – włoskie wielobranżowe przedsiębiorstwo działające w przemyśle ciężkim. W trakcie swojego ponad stuletniego istnienia zajmowało się m.in. produkcją lokomotyw, wagonów, samolotów, samochodów ciężarowych, motocykli, maszyn rolniczych i budowlanych, przemysłem metalurgicznym, stoczniowym i zbrojeniowym. Siedziba firmy mieściła się w Mediolanie.

## Historia

### XIX wiek
Przedsiębiorstwo zostało założone w 1886 roku przez włoskiego inżyniera Ernesto Bredę jako spółka komandytowa pod nazwą "Ing. Ernesto Breda e C.". W tym też roku Breda, w oparciu o nabytą przez siebie starą odlewnię żeliwa z przyległym warsztatem obróbki mechanicznej, założył na ówczesnych obrzeżach Mediolanu swój pierwszy zakład produkcyjny. Pierwotnie działalność przedsiębiorstwa koncentrowała się na produkcji wyrobów hutniczych oraz - na zlecenie państwa włoskiego - pocisków artyleryjskich.
Przedsiębiorstwo bardzo szybko rozszerzyło działalność, podejmując się budowy lokomotyw. Zostało jednym z pierwszych, a zarazem największym producentem tych maszyn na terenie Włoch. Ernesto Breda w tym celu znacznie rozbudował przedsiębiorstwo, tworząc nowe zakłady oraz inwestując w nowe technologie i maszyny, dzięki czemu uniezależnił się od poddostawców. W 1891 roku zakłady Bredy wygrały swój pierwszy zagraniczny przetarg na dostawę 22 lokomotyw do Rumunii, przełamując monopol na europejskim rynku budowy i sprzedaży tych maszyn ze strony firm niemieckich i angielskich. 
Pod koniec XIX wieku Breda, wciąż dywersyfikując ofertę swojego przedsiębiorstwa, rozpoczął produkcję wagonów kolejowych oraz tramwajów. Przewidując nadchodzącą mechanizację rolnictwa, przystąpił także do produkcji maszyn rolniczych, takich jak młocarnie i lokomobile.
W 1899 roku Ernesto Breda przekształcił formę prawną przedsiębiorstwa w spółkę z ograniczoną odpowiedzialnością, której nadał nazwę "Società Italiana Ernesto Breda per Costruzioni Meccaniche".

### XX wiek
W 1904 roku przedsiębiorstwo zatrudniało już koło 4000 robotników, co oznaczało dziesięciokrotny wzrost zatrudnienia w ciągu niecałych dwudziestu lat. Zakład w Mediolanie obejmował 20 sekcji, w których łącznie działało 631 maszyn. Rozwój przedsiębiorstwa wymagał pilnej rozbudowy infrastruktury, w związku z czym Ernesto Breda w 1905 roku zakupił grunty w okolicach położonych pod Mediolanem miejscowości Niguarda i Sesto San Giovanni. Powstały tam wkrótce dwa nowe zakłady, które były głównym zapleczem produkcyjnym przedsiębiorstwa aż do końca jego istnienia. W 1908 roku firma świętowała wyprodukowanie swojej tysięcznej lokomotywy. Choć głównym odbiorcą były włoskie koleje państwowe, Breda realizowała także dostawy lokomotyw do Belgii, Danii i Serbii.

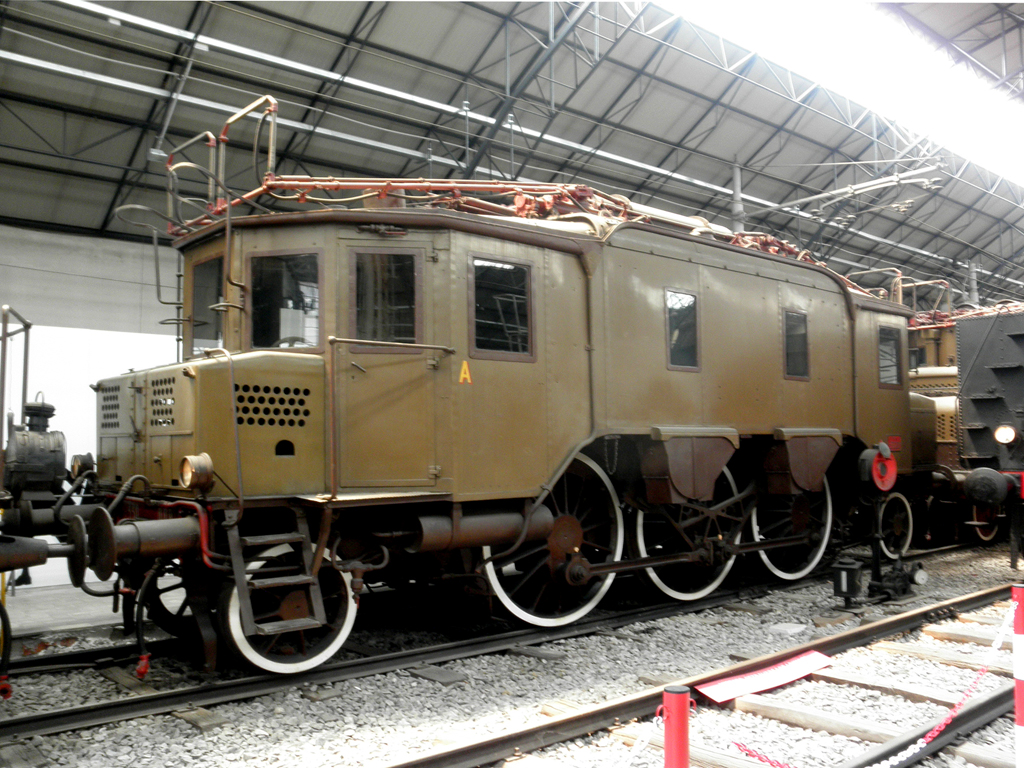
Lokomotywa elektryczna E.330

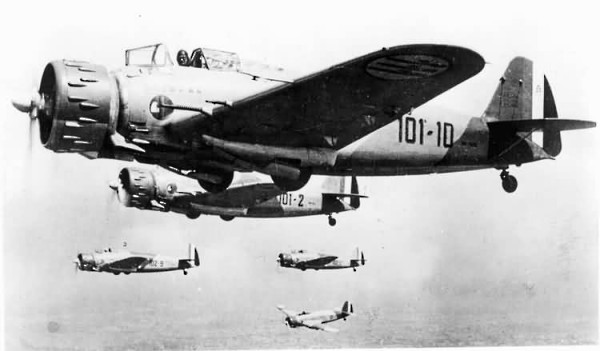
Samolot szturmowy Breda Ba.65

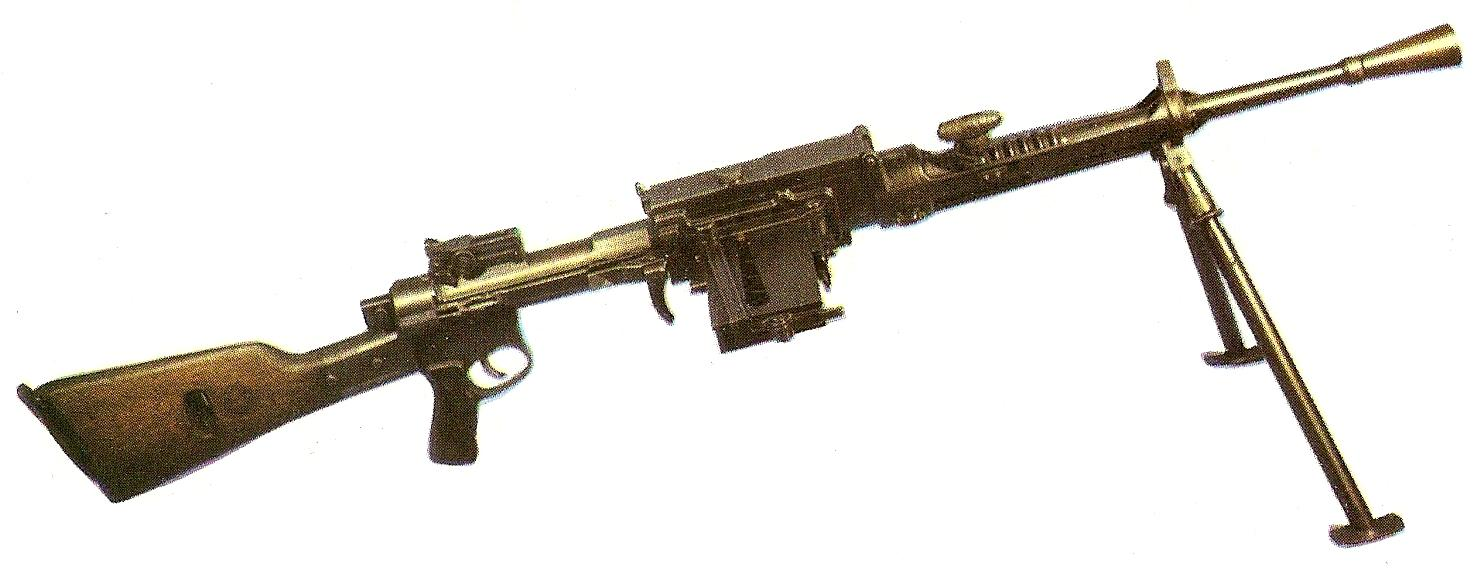
Karabin maszynowy Breda Mod. 30

Podczas I wojny światowej Breda stała się dla włoskiego państwa przedsiębiorstwem strategicznym. Produkcja lokomotyw i taboru kolejowego została utrzymana, ale w pozostałym zakresie firma przestawiła się na wytwarzanie uzbrojenia i materiałów dla wojska. Fabryka w Mediolanie podjęła produkcję obrabiarek, a później armat, haubic i moździerzy, a wreszcie torped. Fabryki w Sesto San Giovanni i Niguarda, które znacznie powiększono, zajęły się głównie produkcją wszelkiego rodzaju amunicji, bomb lotniczych i pocisków artyleryjskich. W Sesto San Giovanni uruchomiono nową stalownię z dwoma piecami oraz zespołem walcowni, która produkowała stal do produkcji broni i pocisków. Pod koniec wojny Breda zaczęła budować okręty (po przejęciu stoczni Marghera pod Wenecją), a także na podstawie licencji samoloty Caproni oraz silniki lotnicze Fiata, osiągając miesięczną produkcję około 100 samolotów.  Zakłady Bredy zatrudniały ówcześnie około 10 000 pracowników. 
Ernesto Breda zmarł w listopadzie 1918 roku. Po jego śmierci kontrolę nad firmą przejął jego syn Giovanni Breda. Mimo zakończenia wojny przeżywała ona dalszy rozwój, produkując tak na potrzeby cywilne, jak i wojska. Jako pierwsza we Włoszech w latach 20. XX wieku prowadziła prace konstrukcyjne, a następnie wdrożyła produkcję lokomotyw elektrycznych. Wielki kryzys 1929 roku mocno uderzył w przedsiębiorstwo. W 1933 roku zostało ona wykupione z rąk rodziny Breda. Ożywienie przyniosły dopiero zamówienia faszystowskiego rządu Mussoliniego dla włoskiego wojska, które szykowało się do podboju Etiopii. W tym okresie Breda po raz pierwszy rozpoczęła na szerszą skalę produkować pojazdy kołowe, w tym ciężarówki. W 1936 roku Breda przejęła Officine Ferroviarie Meridinali, konkurencyjną spółkę z Neapolu, zwiększając dzięki temu swój potencjał w dziedzinie przemysłu lotniczego.
W momencie wybuchu II wojny światowej przedsiębiorstwo podzielone było na osiem oddziałów: I w Sesto San Giovanni zajmował się elektromechaniką oraz produkcją lokomotyw, maszyn i pojazdów, II w Sesto San Giovanni zajmował się produkcją taboru kolejowego, III w Sesto San Giovanni zajmował się obróbką metali, IV w Sesto San Giovanni zajmował się hutnictwem i wyrobem stali, V w Bresso, Cinisello Balsamo, Niguarda i Sesto San Giovanni zajmował się produkcją samolotów, VI w Brescii zajmował się produkcją broni, VII w Torre Gaia pod Rzymem zajmował się produkcją broni, VIII w Merghera pod Wenecją zajmował się produkcją okrętów.
Zakończenie II wojny światowej oznaczało radykalny spadek zamówień, konieczność przejścia z produkcji wojennej na produkcję czasów pokoju oraz pilną potrzebę odbudowy fabryk ze zniszczeń spowodowanych alianckimi nalotami. Breda wpadła w poważne kłopoty finansowe, co oznaczało konieczność restrukturyzacji przedsiębiorstwa. W ciągu kilku lat po wojnie Breda sprzedała stocznię w Wenecji oraz zamknęła swoje zakłady lotnicze. 
W 1952 roku Breda oraz poszczególne jej oddziały zostały przekształcone w spółki akcyjne, tworzące holding pod nazwą "Finanziaria Ernesto Breda S.p.A.". W związku z utrzymującymi się problemami finansowymi ostatecznie przedsiębiorstwo zostało przejęte przez państwo, wchodząc w 1962 roku w skład kontrolowanego przez włoski skarb państwa wielkiego holdingu przemysłowego EFIM. Podstawowa działalność przedsiębiorstwa była nadal skoncentrowana na przemyśle zbrojeniowym, nie mniej ważną jej częścią była jednak także produkcja środków transportu publicznego, w tym pojazdów szynowych, autobusów i trolejbusów.

### Upadek
Spółki wchodzące w skład holdingu Breda, jak i całego EFIM, mimo pomocy państwa okazały się trwale nierentowne, a ich zadłużenie stale rosło, co skutkowało w latach 80. XX wieku zmniejszaniem zatrudnienia oraz ograniczaniem produkcji i wielkości zakładów. Kolejne spółki były stopniowo likwidowane lub sprzedawane. Ostatecznie włoskie ministerstwo skarbu w 1994 roku podjęło decyzję o likwidacji EFIM, co wiązało się także z likwidacją Bredy. W toku postępowania likwidacyjnego majątek holdingu Breda został sprywatyzowany. Największą jego część, tj. spółki zajmujące się produkcją taboru kolejowego, środków transportu publicznego, silników przemysłowych oraz uzbrojenia, zostały sprzedane grupie Finmeccanica. Mediolańskie fabryki i zakłady Bredy, tworzące największy kompleks przemysłowy miasta, w większości zostały zamknięte. Pozostał po nich rozległy postindustrialny obszar, który od początku XXI wieku jest zagospodarowywany m.in. pod budownictwo mieszkaniowe.

## Źródło
- Mauro Gobbini: Ernesto Breda. Dizionario Biografico degli Italiani - Volume 14. [dostęp 2020-11-23]. (wł.).